# Klaus Goldmann
Klaus Goldmann (* 29. April 1936 in Guben; † 16. Dezember 2019 in Neumünster) war ein deutscher Prähistoriker.

## Leben
Klaus Goldmann studierte zunächst Wirtschaftsingenieurwesen, bevor er 1963 zu Ur- und Frühgeschichte, Vorderasiatischen Altertumskunde, Ägyptologie und Völkerkunde wechselte, die er an der Freien Universität Berlin und der Universität zu Köln studierte. Die Promotion erfolgte 1970 mit einer Arbeit zum Thema Chronologische Gruppierung in der Älteren Bronzezeit an der Kölner Universität. Ab 1971 arbeitete er für das Museum für Vor- und Frühgeschichte der Staatlichen Museen zu Berlin. Dort wurde er 1973 zum Kustos, 1978 zum Oberkustos ernannt. 1974 wurde er zudem Leiter für den Auf- und Ausbau des Museumsdorfs Düppel. 1986/87 wurde Goldmann vom Museumsdienst freigestellt, um zur Verlagerungsgeschichte der Berliner Museen und Sammlungen im und nach dem Zweiten Weltkrieg forschen zu können. 1993 wurde er Mitglied in der Berlin-Brandenburgischen Museumskommission und war 1994 Mitglied der Delegation der Berliner Museen zum Puschkin-Museum in Moskau, wo ein Teil der Beutekunst begutachtet werden konnte. 2001 wurde er pensioniert.
Goldmann begann seine wissenschaftliche Tätigkeit mit Forschungen zur Bronzezeit, insbesondere der Seriation von Funden, wandte sich aber insbesondere in den 1980er und 1990er Jahren immer mehr der Geschichte der Prähistorischen Sammlungen Berlins, insbesondere der Verluste im Zuge des Zweiten Weltkrieges, zu. Daneben forschte er beispielsweise zum Berliner Goldhut und legte mit Günter Wermusch eine neue Lokalisierungstheorie für den versunkenen Ort Vineta vor. Für seine Verdienste um die deutschen Kulturgüter wurde Goldmann 1995 das Bundesverdienstkreuz verliehen.
Goldmann war als Student am 25. Oktober 1969 Gründungsmitglied der „Deutschen Gesellschaft für Ur- und Frühgeschichte“ (DGUF)

## Schriften (Auswahl)
- Die Seriation chronologischer Leitfunde der Bronzezeit Europas (= Berliner Beiträge zur Vor- und Frühgeschichte. NF 1). Spiess, Berlin 1979, ISBN 3-88435-010-2.
- mit Günter Wermusch: Vernichtet, verschollen, vermarktet. Kunstschätze im Visier von Politik und Geschäft. Mut, Asendorf 1992, ISBN 3-89182-048-8.
- mit Geraldine Saherwala und Gustav Mahr: Heinrich Schliemanns „Sammlung trojanischer Altertümer“. Beiträge zur Chronik einer grossen Erwerbung der Berliner Museen (= Berliner Beiträge zur Vor- und Frühgeschichte. NF 7). Spiess, Berlin 1993, ISBN 3-89166-141-X.
- mit Wolfgang Schneider: Das Gold des Priamos. Geschichte einer Odyssee. Kiepenheuer, Leipzig 1995, ISBN 3-378-01002-9.
- mit Christine Reich: Museum für Vor- und Frühgeschichte. (Verzeichnis der seit 1945 vermisster Bestände des Museums für Vor- und Frühgeschichte) (= Staatliche Museen zu Berlin – Preußischer Kulturbesitz. Dokumentation der Verluste. Bd. 4). Staatliche Museen – Preußischer Kulturbesitz, Berlin 1996, ISBN 3-88609-332-8.
- mit Günter Wermusch: Vineta. Die Wiederentdeckung einer versunkenen Stadt. Lübbe, Bergisch Gladbach 1999, ISBN 3-7857-0987-0.